# Wszyscy święci!
Wszyscy święci! (ang. Saved!) – amerykańska tragikomedia filmowa z 2004 roku w reżyserii Briana Dannelly'ego. Satyra na środowiska chrześcijańskie. Film dotyka kwestii takich, jak skrajna religijność, ostracyzm społeczny, homofobia, ciąża u nastolatek, rozwód czy niepełnosprawność.
Światowa premiera projektu odbyła się na początku 2004 podczas Sundance Film Festival.

## Opis fabuły
Mary i jej przyjaciółka Hilary rozpoczynają ostatni rok nauki w chrześcijańskim liceum. Dziewczęta są pobożne, grzeczne i sumienne. Mary darzy platonicznym uczuciem pewnego chłopaka, przystojnego Deana. Gdy dowiaduje się od niego, że jest on gejem, doświadcza wizji, w której objawia jej się Jezus. Za jego namową, bohaterka próbuje ocalić "zagubioną duszę" Deana, w konsekwencji zachodzi jednak w ciążę. Zostaje odtrącona przez żarliwie religijne przyjaciółki.

## Obsada
- Jena Malone − Mary Cummings
- Mandy Moore − Hilary Faye
- Macaulay Culkin − Roland
- Eva Amurri − Cassandra
- Chad Faust − Dean
- Patrick Fugit − Patrick
- Heather Matarazzo − Tia
- Elizabeth Thai − Veronica
- Martin Donovan − pastor Skip
- Mary-Louise Parker − Lillian

## Produkcja
Film kręcono od 19 września do 29 października 2002 w Kanadzie (konkretnie w miejscowościach Kolumbii Brytyjskiej − Vancouver i Surrey, w tym w dużej mierze w szkole średniej Clayton Heights Secondary). Szacowany budżet, jakim posłużyli się jego twórcy, wynosił pięć milionów dolarów.
Scenariusz filmu oparto na kanwie doświadczeń reżysera, Briana Dannelly’ego. Podobnie, jak główni bohaterowie, uczęszczał on do chrześcijańsko-baptystycznego liceum prywatnego (Arlington Baptist High School) w Baltimore w stanie Maryland.

## Opinie
Obraz spotkał się w dużej mierze z pozytywnymi ocenami. Wielu z krytyków zachwalało produkcję Dannelly'ego, określając ją mianem młodzieżowej komedii, która − w przeciwieństwie do innych filmów tego typu − porusza kilka istotnych, poważnych kwestii. Recenzent czasopisma Chicago Sun-Times Roger Ebert przyznał filmowi ocenę w postaci , samych Wszystkich świętych! uznał za "trafioną satyrę".

## Nagrody i wyróżnienia
- 2004, Gen Art Film Festival:
  - nagroda w kategorii najlepszy film fabularny (nagrodzony: Brian Dannelly)
- 2004, Casting Society of America, USA:
  - nominacja do nagrody Artios w kategorii najlepszy casting do niezależnego filmu kinowego (Coreen Mayrs, Heike Brandstatter)
- 2004, Teen Choice Awards:
  - nominacja do nagrody Teen Choice w kategorii Choice Movie Hissy Fit (Mandy Moore)
  - nominacja do nagrody Teen Choice w kategorii Choice Movie Sleazebag (Mandy Moore)
- 2005, Chlotrudis Awards:
  - nominacja do nagrody Chlotrudis w kategorii najlepsza obsada aktorska
- 2005, GLAAD Media Awards:
  - nominacja do nagrody GLAAD Media w kategorii wybitny film − wydanie (DVD − przyp.) limitowane
- 2005, Satellite Awards:
  - nominacja do nagrody Golden Satellite w kategorii najlepsza aktorka filmie fabularnym − komedii lub musicalu (Jena Malone)